# 55e cérémonie du Deutscher Filmpreis
La 55e cérémonie des Deutscher Filmpreis, organisée par la Deutsche Filmakademie (« Académie du film allemand »), s'est déroulée le 8 juillet 2005, et a récompensé les films sortis en 2004.

## Palmarès
- Meilleur film :
  -  Monsieur Zucker joue son va-tout (Alles auf Zucker!) de Dani Levy
  -  The Edukators (Die fetten Jahre sind vorbei) de Hans Weingartner
  -  Sophie Scholl : Les Derniers Jours (Sophie Scholl - Die letzten Tage) de Marc Rothemund
  - Une famille allemande (Agnes und seine Brüder) de Oskar Roehler
  - Le Neuvième Jour (Der neunte Tag) de Volker Schlöndorff
  - Der Wald vor lauter Bäumen de Maren Ade